# Bugatti Tipo 22-32
Nei primi anni venti le Bugatti cominciarono ad evolversi e a diversificarsi nelle fasce di mercato, anche se vi era una progressiva tendenza a puntare verso il mercato delle auto di lusso.

## Type 22 e Type 23

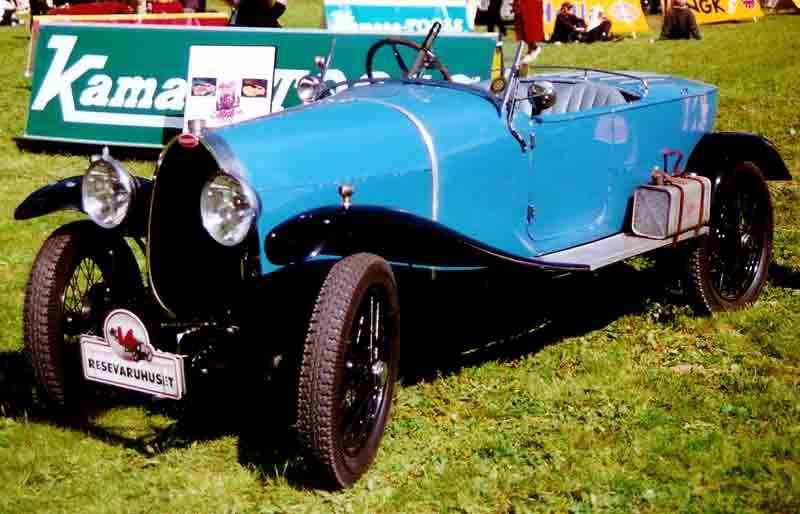
Una Type 23

Nel 1920, la Bugatti sostituì la vecchia Type 17 con la nuova Type 23. Rispetto alla Type 17, la Type 23 montava lo stesso propulsore, vale a dire un 4 cilindri da 1496 cm³, ma con distribuzione a due valvole per cilindro. Tale motore erogava una potenza massima di 40 CV e poteva spingere la piccola vettura ad una velocità massima di 120 km/h. Della Type 23 furono realizzati 2005 esemplari, alcuni dei quali con lo stesso identico motore della Type 17 (e della Type 13) a 4 valvole per cilindro: tali esemplari furono utilizzati anche nelle competizioni ed il loro propulsore arrivava ad una potenza massima di 50 CV, garantendo loro una velocità massima di 130 km/h. Grazie alle caratteristiche di tale motore, la Type 23 divenne la prima vettura di grande serie a montare un motore plurivalvole.
Contemporaneamente vide la luce anche la Type 22, la sostituta della Type 15, una vettura di simile architettura, nata dallo stesso progetto della Type 23. 
Entrambe erano più grandi delle vetture che andavano a sostituire e si differenziavano dalle antenate per alcune piccole migliorie alle sospensioni. Entrambe montavano quello che sarebbe divenuto un classico presso tutte le vetture Bugatti d'anteguerra: il radiatore a ferro di cavallo.

## Type 28
La Type 28 fu il primo passo di Ettore Bugatti verso il mercato delle auto di lusso. Presentata nel 1921 a Parigi e a Londra, fu la prima Bugatti a montare un motore a 8 cilindri.  
Fu lasciata in listino fino al 1926, per la verità senza alcun successo commerciale, dal momento che ne fu venduto un solo esemplare.

## Type 30
La vera 8 cilindri venduta in serie fu la Type 30, presentata nel 1922 e dotata di un motore ad 8 cilindri in linea da 1991 cm³ in grado di erogare 50 CV a 3800 giri/min. Tale motore era dotato di distribuzione ad un asse a camme in testa e a tre valvole per cilindro. Anche la Type 30 era equipaggiata con i freni idraulici sulle quattro ruote, ma tale soluzione si rivelò ben presto ancora poco affidabile, pertanto fu abbandonata a favore di una soluzione più convenzionale. La Type 30 fu prodotta fino al 1926.

## Type 32
La Type 32 era un'autovettura da corsa dotata di una linea estremamente aerodinamica e di un propulsore mutuato direttamente dalla Type 30, ma con potenza massima elevata a 90 CV. La velocità massima era di 180 km/h. La sua linea le valse l'appellativo di "Tank" (carro armato) ed era frutto di un esperimento aerodinamico dello stesso Ettore Bugatti. Il debutto sportivo avvenne a Tours, in Francia, nel 1923, in occasione del Gran Premio di Francia. Il suo utilizzo e i suoi successi nelle gare furono però penalizzati dall'eccessiva portanza del corpo vettura, che creò grossi problemi di tenuta, in quanto il retrotreno tendeva a staccarsi dal suolo. Non mancarono comunque anche alcuni buoni risultati.